# Hypsibarbus macrosquamatus
Hypsibarbus macrosquamatus är en fiskart som först beskrevs av Mai, 1978.  Hypsibarbus macrosquamatus ingår i släktet Hypsibarbus och familjen karpfiskar. IUCN kategoriserar arten globalt som otillräckligt studerad. Inga underarter finns listade i Catalogue of Life.